# Chondrostega constantina
Chondrostega constantina is een vlinder uit de familie van de spinners (Lasiocampidae). De wetenschappelijke naam is gepubliceerd in 1894 door Aurivillius.